# Oceretuvate, Kuibîșeve
Oceretuvate (în ucraineană Очеретувате) este un sat în comuna Verșîna din raionul Kuibîșeve, regiunea Zaporijjea, Ucraina.

## Demografie
Componența lingvistică a localității Oceretuvate
     Ucraineană (89,29%)
     Rusă (10,71%)
Conform recensământului din 2001, majoritatea populației localității Oceretuvate era vorbitoare de ucraineană (89,29%), existând în minoritate și vorbitori de rusă (10,71%).